# Luiz Henrique
Luiz Henrique André Rosa da Silva (ur. 2 stycznia 2001 w Petrópolis) – brazylijski piłkarz występujący na pozycji prawego skrzydłowego, reprezentant Brazylii, od 2025 roku zawodnik rosyjskiego Zenitu Petersburg.